# ويليام غوردون يونغ
ويليام غوردون يونغ (بالإنجليزية: William Gordon Young)‏ هو موظف مدني أسترالي، ولد في 15 يونيو 1904، وتوفي في 6 سبتمبر 1974.